# Dessenheim
 Dessenheim  là một xã thuộc tỉnh Haut-Rhin trong vùng Grand Est, đồng bắc Pháp. Xã này có diện tích 19,16 km², dân số năm 1999 là 1159 người. Khu vực này có độ cao trung bình 200 mét trên mực nước biển.